# Brezje pri Tržiču
Brezje pri Tržiču – wieś w Słowenii, w gminie Tržič. W 2018 roku liczyła 359 mieszkańców.